# Mads Christiansen
Mads Christiansen (Næstved, Danska 3. svibnja 1986.) je danski rukometaš i nacionalni reprezentativac. Trenutno nastupa za njemački Magdeburg.
Igrač je za Dansku debitirao 25. listopada 2007. te je s njom osvojio naslov europskog prvaka (Srbija 2012.) i svjetskog doprvaka (Švedska 2011.). Posljednji veći uspjeh je osvajanje olimpijskog zlata u Riju 2016.

## Vanjske poveznice
- Statistika rukometaša na službenim stranicama EHF-a  Arhivirana inačica izvorne stranice od 24. siječnja 2019. (Wayback Machine)